# Dún Eoghanachta

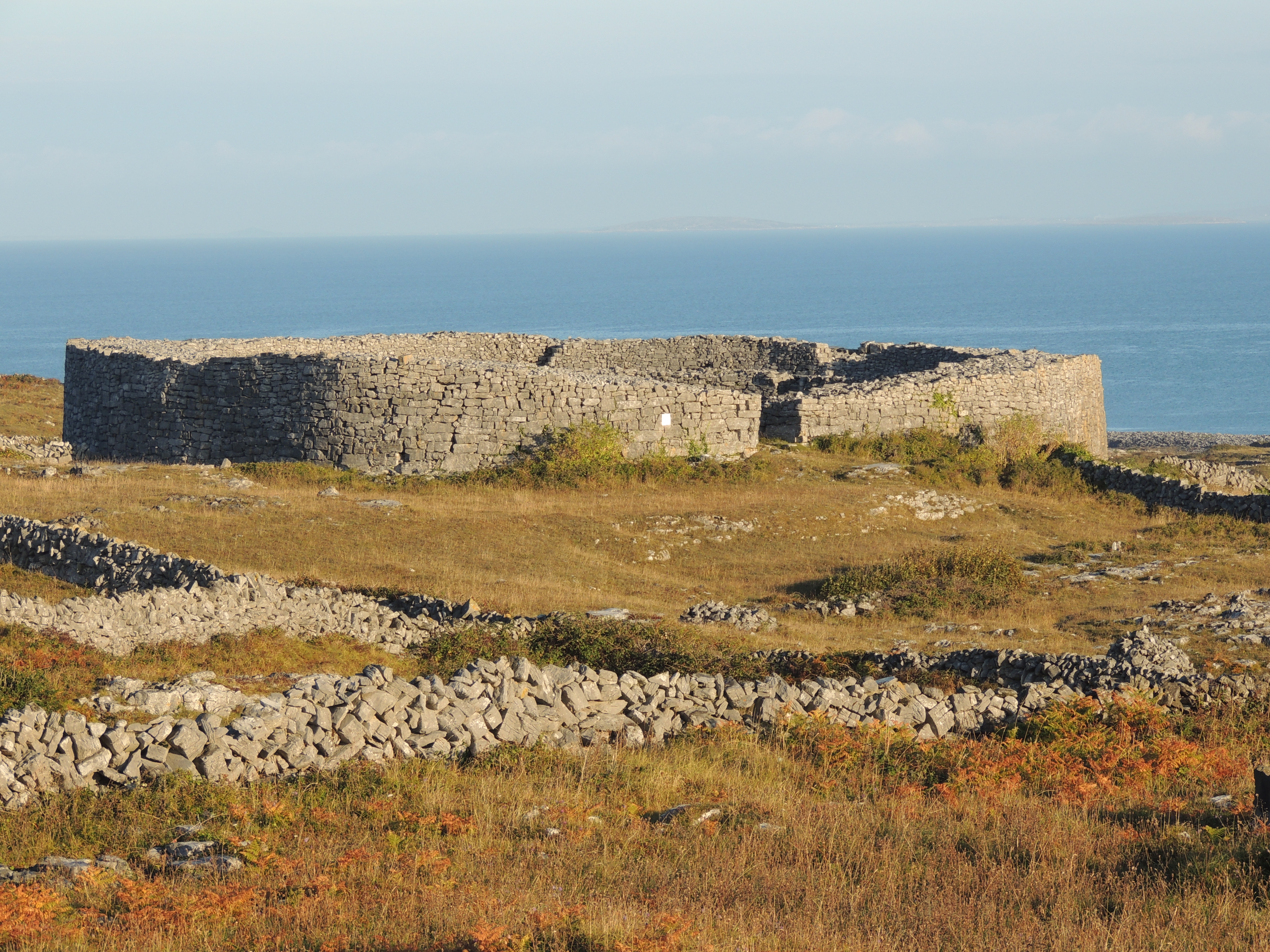
Dún Eoghanachta

Dún Eoghanachta [duːn oːnəxtə] (englisch Dun Onaght) ist eine Steinfestung auf der Aran-Insel Inishmore im County Galway in Irland. Die verhältnismäßig komplette runde Befestigung wurde Ende des 19. Jahrhunderts teilrestauriert. Sie ist archäologisch besonders geschätzt für die Überreste der Bienenkorbhütten (irisch Clocháin). Die Überreste dreier Clocháns liegen innerhalb des Dúns, das seinen Namen vom Eoghanacht-Clan aus Munster hat, der im Mittelalter mit der Insel verbunden war.
Das Dún hat etwa 27 m Durchmesser und bis zu 4,8 m hohe Mauern, die über 3,6 m dick sind. Die Mauern haben auf der Innenseite mehrere Treppen. Bei den Ausgrabungen im Jahre 1995 wurden die Überreste von Feuerstellen, Tier- und Schalenreste und einige Gegenstände aus Eisen gefunden. Das genaue Errichtungsdatum ist unbekannt, aber das Dun stammt wahrscheinlich aus der Eisenzeit. Es wurde auch ins 5. Jahrhundert datiert und ist eines von sieben Steinforts auf den Aran-Inseln.